# Freibank (Musikverlag)
Freibank Musikverlags- und -vermarktungs GmbH ist ein deutscher Musikverlag mit Sitz in Hamburg. Geschäftsführer sind Mark Chung und Klaus Maeck.

## Gründung und Entwicklung
Freibank wurde 1984 gegründet, um die Urheberrechte der Berliner Band Einstürzende Neubauten zu verwalten. Schon bald nahm der Musikverlag auch weitere Künstler aus deren Umfeld auf und erweiterte sein Angebot in den folgenden Jahren um beispielsweise Rechts-, Lizenz- und Marketingberatung und Musikpromotion.
Mark Chung verließ die Neubauten im Jahre 1994, um sich gänzlich diesem Geschäft zu widmen.
Mittlerweile verwaltet das Unternehmen mehr als 20.000 Werke unterschiedlicher Stilrichtungen. Zudem vermarktet Freibank auch Musik für Filme und Werbung.

## Vermarktete Bands und Künstler (Auswahl)
- Abwärts
- Adolar
- Blixa Bargeld
- Burhan Öçal
- Das Bo
- Die Goldenen Zitronen
- Einstürzende Neubauten
- Fettes Brot
- FM Einheit
- Kiss Kiss Bang Bang
- Lemonbabies
- N. U. Unruh
- Patric Catani
- Red Lorry Yellow Lorry
- ORPH
- Sebastian Hackel